# Фикараци
Фикараци (итал. Ficarazzi) је насеље у Италији у округу Палермо, региону Сицилија.
Према процени из 2011. у насељу је живело 11356 становника. Насеље се налази на надморској висини од 17 м.

## Становништво
Према резултатима пописа становништва 2011. у општини је живело 11.484 становника.
| 1936. | 1951. | 1961. | 1971. | 1981. | 1991. | 2001. | 2011.  |
| ----- | ----- | ----- | ----- | ----- | ----- | ----- | ------ |
| 4.390 | 5.134 | 5.374 | 5.446 | 6.472 | 8.005 | 9.418 | 11.484 |